# Миранда, Патрисия
Патрисия Миранда (англ. Patricia Miranda; 11 июня 1979, Мантека, США) — американская спортсменка, борец вольного стиля, бронзовая призёрка олимпийских игр 2004 года в весовой категории до 48 кг.

## Карьера
На Чемпионате мира 2000 года в финале уступила японке Хитоми Обаре, завоевав в итоге серебро.
На Чемпионате мира 2003 года также заняла второе место, в финале уступив украинке Ирине Мерлени.
На олимпийских играх 2004 года в полуфинале уступила украинке Ирине Мерлени. В борьбе за бронзу победила француженку Анжелику Бертене.